# 퀘이크 (비디오 게임 시리즈)
《퀘이크》(Quake)는 같은 이름으로 시작하는 1인칭 슈팅 비디오 게임 시리즈이다.
퀘이크는 이드 소프트웨어에서 개발하고 2010년 기준 베데스다 소프트웍스에서 퍼블리싱한 1인칭 슈팅 비디오 게임 시리즈이다. 이 시리즈는 설정과 줄거리가 다양한 퀘이크와 비선형 독립형 속편으로 구성된다.
퀘이크는 1993년에 시작된 이드의 큰 성공을 거둔 둠 시리즈의 후속 프랜차이즈로 제작되었다. 새로운 시리즈인 이 시리즈는 둠의 빠르게 진행되는 게임 플레이, 게임 엔진 및 3D 그래픽 기능을 기반으로 구축되었다. 또한 인터넷을 통한 온라인 멀티플레이어를 도입하여 둠의 멀티플레이어 기능을 확장했다. 이는 퀘이크 시리즈의 인기에 기여했으며 온라인 게임의 일인자로 특징지어졌다.

## 게임
퀘이크 프랜차이즈의 모든 게임은 1인칭 슈팅 게임플레이의 기반을 공유한다. 그러나 이 시리즈에는 모든 게임에 걸쳐 단일한 스토리 구성이 부족하다. 이 프랜차이즈에는 주로 멀티플레이어 게임플레이에 초점을 맞춘 아레나 시리즈와 두 가지 주된 스토리라인이 있다.
| 1996 | Quake                                             |
| 1997 | Quake Mission Pack No. 1: Scourge of Armagon      |
| 1997 | Quake Mission Pack No. 2: Dissolution of Eternity |
| 1997 | Quake II                                          |
| 1998 | Quake II Mission Pack: The Reckoning              |
| 1998 | Quake II Mission Pack: Ground Zero                |
| 1999 | Quake III Arena                                   |
| 2000 | Quake III: Team Arena                             |
| 2001 |                                                   |
| 2002 |                                                   |
| 2003 |                                                   |
| 2004 |                                                   |
| 2005 | Quake 4                                           |
| 2006 |                                                   |
| 2007 | Enemy Territory: Quake Wars                       |
| 2008 |                                                   |
| 2009 |                                                   |
| 2010 | Quake Live                                        |
| 2011 |                                                   |
| 2012 |                                                   |
| 2013 |                                                   |
| 2014 |                                                   |
| 2015 |                                                   |
| 2016 |                                                   |
| 2017 | Quake Champions                                   |

### 메인 시리즈
- 퀘이크 (1996년)
  - 퀘이크 미션 팩 1: Scourge of Armagon (1997년)
  - 퀘이크 미션 팩 2: Dissolution of Eternity (1997년)
- 퀘이크 2 (1997년)
  - 퀘이크 2 미션 팩: The Reckoning (1998년)
  - 퀘이크 2 미션 팩: Ground Zero (1998년)
- 퀘이크 3 아레나 (1999년)
  - 퀘이크 3: 팀 아레나 (2000년)
- 퀘이크 4 (2005년)

### 스핀오프
- 퀘이크 모바일 (2005년)
- 에너미 테리토리: 퀘이크 워즈 (2007년)
- 퀘이크 아레나 아케이드 (2010년)
- 퀘이크 라이브 (2010년)
- 퀘이크 아레나 DS (TBA)

## 평가
이 시리즈는 첫 출시 이후 대부분 긍정적인 평가를 받았다.
퀘이크, 퀘이크 2, 퀘이크 3 아레나는 모두 다양한 비디오 게임 기자와 잡지에 의해 역대 최고의 비디오 게임 중 하나로 간주되었다.
| 게임                                              | 게임랭킹스                             | 메타크리틱                  |
| ------------------------------------------------- | -------------------------------------- | --------------------------- |
| 퀘이크                                            | (PC) 93.22% (N64) 76.14% (SAT) 64.50%  | (PC) 94 (N64) 74            |
| Quake Mission Pack No. 1: Scourge of Armagon      | (PC) 82.00%                            | -                           |
| Quake Mission Pack No. 2: Dissolution of Eternity | (PC) 83.50%                            | -                           |
| Quake II                                          | (PC) 87.31% (N64) 81.27% (PS) 79.81%   | -                           |
| Quake II Mission Pack: The Reckoning              | (PC) 69.50%                            | -                           |
| Quake II Mission Pack: Ground Zero                | (PC) 65.40%                            | -                           |
| Quake III Arena                                   | (DC) 92.15% (PC) 83.77% (X360) 67.57%  | (DC) 93 (X360) 69           |
| Quake III: Team Arena                             | (PC) 73.98%                            | (PC) 69                     |
| Quake III Revolution                              | (PS2) 83.62%                           | (PS2) 84                    |
| Quake 4                                           | (PC) 81.66% (X360) 75.52%              | (PC) 81 (X360) 75           |
| Enemy Territory: Quake Wars                       | (PC) 84.26% (X360) 68.96% (PS3) 64.77% | (PC) 84 (X360) 69 (PS3) 60¨ |

## 같이 보기
- 퀘이크 엔진
- 둠 (시리즈)